# ГЕС Hóngjiādù
ГЕС Hóngjiādù (洪家渡水电站) — гідроелектростанція у центральній частині Китаю в провінції Ґуйчжоу. Використовує ресурс із річки Liuchong, лівої твірної Уцзян (великий правий доплив Янцзи). При цьому нижче по сточищу на самій Уцзян створений каскад, верхнім ступенем якого є ГЕС Dōngfēng.
В межах проекту річку перекрили кам'яно-накидною греблею із бетонним облицюванням висотою 180 метрів,  довжиною 428 метрів та шириною по гребеню 11 метрів. Вона утримує витягнуте на 84,9 км водосховище з площею поверхні 80,5 км2 та об'ємом 4947 млн м3 (корисний об'єм 3811 млн м3), в якому припустиму коливання рівня поверхні у операційному режимі між позначками 1076 та 1040 метрів НРМ (під час повені рівень може зростати до 1145,4 метра НРМ).
Пригреблевий машинний зал обладнали трьома турбінами типу Френсіс потужністю по 200 МВт, які забезпечують виробництво 1559 млн кВт-год електроенергії на рік.